# Our Velocity
Our Velocity is de eerste single van het tweede studioalbum 'Our Earthly Pleasures' van Maxïmo Park.
In de videoclip valt de groep vermenigvuldigd te zien in een witte kamer, terwijl ze het nummer spelen. Nima Nourizadeh was de regisseur van de clip.

## Hitlijsten
| Our Velocity in de UK Singles Chart Binnen: 10 maart 2007 | Our Velocity in de UK Singles Chart Binnen: 10 maart 2007 | Our Velocity in de UK Singles Chart Binnen: 10 maart 2007 | Our Velocity in de UK Singles Chart Binnen: 10 maart 2007 | Our Velocity in de UK Singles Chart Binnen: 10 maart 2007 | Our Velocity in de UK Singles Chart Binnen: 10 maart 2007 | Our Velocity in de UK Singles Chart Binnen: 10 maart 2007 | Our Velocity in de UK Singles Chart Binnen: 10 maart 2007 | Our Velocity in de UK Singles Chart Binnen: 10 maart 2007 |
| Week                                                      | 1                                                         | 2                                                         | 3                                                         | 4                                                         | 5                                                         | 6                                                         | 7                                                         | 8                                                         |
| --------------------------------------------------------- | --------------------------------------------------------- | --------------------------------------------------------- | --------------------------------------------------------- | --------------------------------------------------------- | --------------------------------------------------------- | --------------------------------------------------------- | --------------------------------------------------------- | --------------------------------------------------------- |
| Nummer                                                    | 30                                                        | 9                                                         | 19                                                        | 26                                                        |                                                           | 38                                                        | 39                                                        |                                                           |

## Tracks

### 7-inch #1 - wit vinyl
Side A
1. Our Velocity
Side B
1. Pride Before A Fall

### 7-inch #2 - rood vinyl
Side A
1. Our Velocity
Side B
1. Robert Altman

### CD
1. Our Velocity

2. Distance Makes

3. Mary O'Brien